# Puma (microarquitectura)
La Familia Puma (16h segunda generación) es una microarquitectura de bajo consumo diseñada por AMD para sus APU. Es el sucesor de Jaguar como una versión de segunda generación, apunta al mismo mercado, y pertenece a la misma familia de arquitectura AMD 16h. La línea de procesadores Beema está dirigida a notebooks de bajo consumo, y Mullins apuntan al sector de las tabletas.

## Diseño
Los núcleos de Puma usan la misma microarquitectura de Jaguar, y hereda su diseño:
- Ejecución fuera de orden y Ejecución especulativa, hasta 4 núcleos de CPU
- Two-way integer execution
- Two-way 128-bit wide floating-point and packed integer execution
- Integer hardware divider
- Puma no posee la característica clustered multi-thread (CMT), lo que significa que no hay "módulos"
- Puma no posee la característica Heterogeneous System Architecture o Copia cero[2]
- Instrucciones L1 de 32 KiB + 32 KiB de datos L1 cache por núcleo
- Caché L2 unificada de 1–2 MiB compartida por dos o cuatro núcleos
- Canal de controlador de memoria integrando, soportando DDR3L de 64 bit
- 3.1 mm² de área por núcleo

### Instrucciones soportadas
Al igual que Jaguar, Puma soporta el siguiente conjunto de instrucciones: MMX, SSE, SSE2, SSE3, SSSE3, SSE4a, SSE4.1, SSE4.2, AVX, F16C, CLMUL, AES, BMI1, MOVBE (instrucción Move Big-Endian), XSAVE/XSAVEOPT, ABM (POPCNT/LZCNT), y AMD-V.

### Mejoras sobre Jaguar
- Reducción de pérdidas del núcleo de la CPU del 19% a 1,2 V[3]
- 38% de reducción de pérdidas de GPU
- Reducción de 500 mW de energía del controlador de memoria
- Reducción de 200 mW de energía de la interfaz de pantalla
- Temperatura del chasis toma en cuenta turbo boost[4]
- Aumento de poder selectivo según las necesidades de la aplicación (intelligent boost)
- Soporte para ARM TrustZone a través del procesador Cortex-A5
- Soporte para memoria DDR3L-1866[5]

## Puma+
AMD lanza una revisión del núcleo de Puma llamado Puma+, como parte de la plataforma Carrizo-L en 2015. Las diferencias en la microarquitectura de la CPU no están claras. Puma + presentó 2 o 4 núcleos hasta 2.5GHz y requirió nuevo Socket FP4.

## Procesadores

### Escritorio/móvil (Beema)
| Familia | Modelo | Socket      | CPU     | CPU        | CPU        | CPU      | GPU       | GPU     | GPU        | TDP        | Memoria    |
| Familia | Modelo | Socket      | Núcleos | Frecuencia | Max. Turbo | L2 Cache | Modelo    | Config. | Max. Freq. | TDP        | Memoria    |
| ------- | ------ | ----------- | ------- | ---------- | ---------- | -------- | --------- | ------- | ---------- | ---------- | ---------- |
| A8      | 6410   | Socket FT3b | 4       | 2.00 GHz   | 2.4 GHz    | 2 MB     | Radeon R5 | 128:?:? | 800 MHz    | 15 W       | DDR3L-1866 |
| A6      | 6310   | Socket FT3b | 4       | 1.80 GHz   | 2.4 GHz    | 2 MB     | Radeon R4 | 128:?:? | 800 MHz    | 15 W       | DDR3L-1866 |
| A4      | 6250J  | Socket FT3b | 4       | 2.00 GHz   |            | 2 MB     | Radeon R3 | 128:?:? | 600 MHz    | 25 W       | DDR3L-1600 |
| A4      | 6210   | Socket FT3b | 4       | 1.80 GHz   | Radeon R3  | 2 MB     | 600 MHz   | 128:?:? | 15 W       |            | DDR3L-1600 |
| E2      | 6110   | Socket FT3b | 4       | 1.50 GHz   | Radeon R2  | 2 MB     | 500 MHz   | 128:?:? | 15 W       |            | DDR3L-1600 |
| E1      | 6010   | Socket FT3b | 2       | 1.35 GHz   | Radeon R2  | 1 MB     | 350 MHz   | 128:?:? | 10 W       | DDR3L-1333 |            |

### Tablet (Mullins)
| Familia   | Modelo | CPU     | CPU        | CPU        | CPU      | GPU       | GPU     | GPU        | Power  | Power | Memoria    |
| Familia   | Modelo | Núcleos | Frecuencia | Max. Turbo | L2 Cache | Modelo    | Config. | Max. Freq. | TDP    | SDP   | Memoria    |
| --------- | ------ | ------- | ---------- | ---------- | -------- | --------- | ------- | ---------- | ------ | ----- | ---------- |
| A10 Micro | 6700T  | 4       | 1.2 GHz    | 2.2 GHz    | 2 MB     | Radeon R6 | 128:?:? | 500 MHz    | 4.5 W  | 2.8 W | DDR3L-1333 |
| A6 Micro  | 6500T  | 4       | 1.2 GHz    | 1.8 GHz    | 2 MB     | Radeon R4 | 128:?:? | 401 MHz    | 4.5 W  | 2.8 W | DDR3L-1333 |
| A4 Micro  | 6400T  | 4       | 1.0 GHz    | 1.6 GHz    | 2 MB     | Radeon R3 | 128:?:? | 350 MHz    | 4.5 W  | 2.8 W | DDR3L-1333 |
| E1 Micro  | 6200T  | 2       | 1.0 GHz    | 1.4 GHz    | 1 MB     | Radeon R2 | 128:?:? | 300 MHz    | 3.95 W | 2.8 W | DDR3L-1066 |